# Euler-Zahlen
Die nach Leonhard Euler benannte Euler-Zahl An,k in der Kombinatorik, auch geschrieben als {\displaystyle E(n,k)} oder {\displaystyle \textstyle {\bigl \langle }\!{n \atop k}\!{\bigr \rangle }}, ist die Anzahl der Permutationen (Anordnungen) von {\displaystyle 1,\ldots ,n}, in denen genau {\displaystyle k} Elemente größer als das vorhergehende sind, die also genau {\displaystyle k} Anstiege enthalten. Äquivalent dazu ist die Definition mit „kleiner“ statt „größer“ und „Abstiege“ statt „Anstiege“. Nach einer anderen Definition ist die Euler-Zahl {\displaystyle a(n,k)} die Anzahl der Permutationen von {\displaystyle 1,\ldots ,n} mit genau {\displaystyle k} maximalen monoton ansteigenden Abschnitten, wodurch der zweite Parameter gegenüber der hier verwendeten Definition um eins verschoben ist: {\displaystyle a(n,k)=A_{n,k-1}}.

## Euler-Dreieck
Wie die Binomialkoeffizienten im Pascalschen Dreieck können die Euler-Zahlen im Euler-Dreieck angeordnet werden (erste Zeile {\displaystyle n=1}, erste Spalte {\displaystyle k=0}; Folge A008292 in OEIS):
```
                             1
                          1     1
                       1     4     1
                    1    11    11     1
                 1    26    66    26     1
              1    57    302   302   57     1
           1    120  1191  2416  1191   120    1
        1    247  4293  15619 15619 4293   247    1
     1    502  14608 88234 156190 88234 14608 502    1
  1    ...   ...   ...   ...   ...   ...   ...   ...    1
```

Dabei kann man mit der folgenden Rekursionsformel jeden Eintrag aus den beiden darüberstehenden berechnen:
{\displaystyle A_{n,k}=(n-k)\,A_{n-1,k-1}+(k+1)\,A_{n-1,k}}
für {\displaystyle n>0} mit {\displaystyle A_{0,0}=1} und {\displaystyle A_{0,k}=0} für {\displaystyle k\not =0}. Auch die Konvention {\displaystyle A_{0,-1}=1} und {\displaystyle A_{0,k}=0} für {\displaystyle k\not =-1} wäre sinnvoll, sie ist bei der alternativen Definition üblich.

## Eigenschaften
Direkt aus der Definition folgen {\displaystyle A_{n,0}=1} und {\displaystyle A_{n,n-1-k}=A_{n,k}} für {\displaystyle n>0} und
{\displaystyle \sum _{k=0}^{n}A_{n,k}=n!}
für {\displaystyle n\geq 0}, wobei {\displaystyle A_{n,n}=0} gesetzt wird.
Aus den Binomialkoeffizienten können die Euler-Zahlen mit der Formel
{\displaystyle A_{n,k}=\sum _{i=0}^{k}\,(-1)^{i}{\binom {n+1}{i}}(k+1-i)^{n}}
für {\displaystyle n,k\geq 0} berechnet werden, insbesondere
- {\displaystyle A_{n,1}=2^{n}-(n+1),} Folge A000295 in OEIS,
- {\displaystyle A_{n,2}=3^{n}-2^{n}\,(n+1)+{\tfrac {1}{2}}\,n\,(n+1),} Folge A000460 in OEIS und
- {\displaystyle A_{n,3}=4^{n}-3^{n}\,(n+1)+2^{n}\,{\tfrac {1}{2}}\,n\,(n+1)-{\tfrac {1}{6}}\,(n-1)\,n\,(n+1),} Folge A000498 in OEIS.

Es gilt die Worpitzky-Identität (Worpitzky 1883)
{\displaystyle \sum _{k=0}^{n}A_{n,k}\,{\binom {x+k}{n}}=x^{n}}
für {\displaystyle n\geq 0}, wobei {\displaystyle x} eine Variable und {\displaystyle {\tbinom {x+k}{n}}} ein verallgemeinerter Binomialkoeffizient ist.
Eine erzeugende Funktion für {\displaystyle A_{n,k}} ist
{\displaystyle \sum _{n=0}^{\infty }\sum _{k=0}^{n}A_{n,k}\,{\frac {t^{n}}{n!}}\,x^{k}={\frac {x-1}{x-e^{(x-1)\,t}}}\,.}
Eine Beziehung zu den Bernoulli-Zahlen {\displaystyle \beta _{m}} wird durch die alternierende Summe
{\displaystyle \sum _{k=0}^{m-1}(-1)^{k}A_{m-1,k}={\frac {(-2)^{m}\,(2^{m}-1)}{m}}\,\beta _{m}}
für {\displaystyle m>0} hergestellt.

## Euler-Polynome

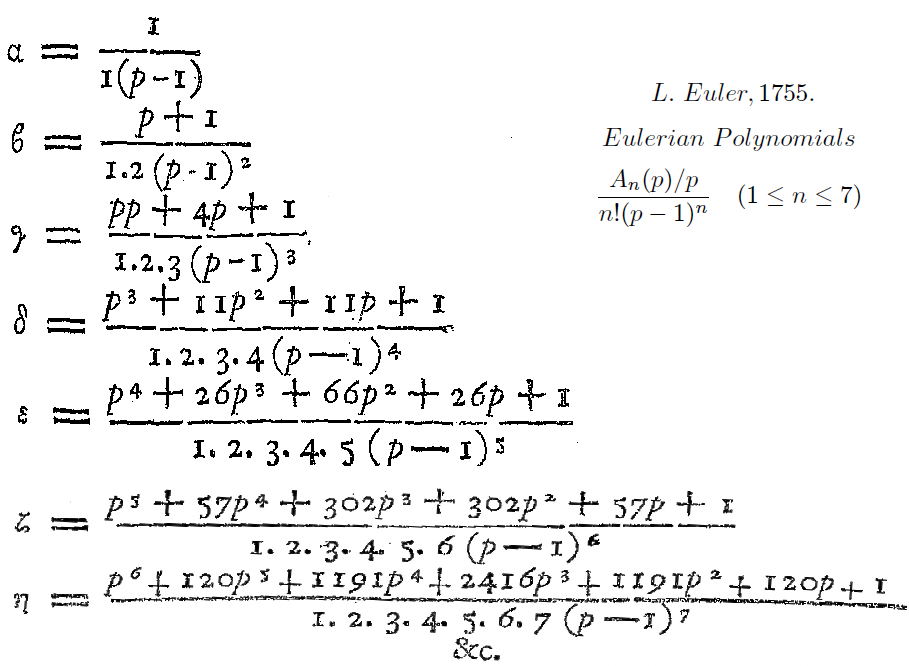
Euler-Zahlen als Koeffizienten von Euler-Polynomen

Das Euler-Polynom {\displaystyle A_{n}(x)} ist definiert durch
{\displaystyle A_{n}(x)=\sum _{k=0}^{n-1}A_{n,k}\,x^{k}\,,}
also
- {\displaystyle A_{0}(x)=A_{1}(x)=1,}
- {\displaystyle A_{2}(x)=1+x,}
- {\displaystyle A_{3}(x)=1+4x+x^{2},}
- {\displaystyle A_{4}(x)=1+11x+11x^{2}+x^{3},}
- {\displaystyle A_{5}(x)=1+26x+66x^{2}+26x^{3}+x^{4},}
- {\displaystyle A_{6}(x)=1+57x+302x^{2}+302x^{3}+57x^{4}+x^{5},}
- {\displaystyle A_{7}(x)=1+120x+1191x^{2}+2416x^{3}+1191x^{4}+120x^{5}+x^{6}.}

Aus den entsprechenden Gleichungen für die Euler-Zahlen erhält man die Rekursionsformel
{\displaystyle A_{n+1}(x)=(1+n\,x)\,A_{n}(x)+x\,(1-x)\,A_{n}^{\prime }(x)}
und die erzeugende Funktion
{\displaystyle \sum _{n=0}^{\infty }A_{n}(x)\,{\frac {t^{n}}{n!}}={\frac {x-1}{x-e^{(x-1)\,t}}}\,.}
Die Euler-Polynome kommen im Zähler der geschlossenen Darstellung gewisser Potenzreihen vor:
{\displaystyle \sum _{k=0}^{\infty }(k+1)^{n}x^{k}=1^{n}+2^{n}x+3^{n}x^{2}+4^{n}x^{3}+\ldots ={\frac {A_{n}(x)}{(1-x)^{n+1}}}} für {\displaystyle n=0,\,1,\,2,\ldots } und {\displaystyle |x|<1}.
Spezialfälle:
{\displaystyle n=0:\sum _{k=0}^{\infty }x^{k}=1+x+x^{2}+x^{3}+\ldots ={\frac {A_{0}(x)}{1-x}}={\frac {1}{1-x}}}      (geometrische Reihe),
{\displaystyle n=1:\sum _{k=0}^{\infty }(k+1)x^{k}=1+2x+3x^{2}+4x^{3}+\ldots ={\frac {A_{1}(x)}{(1-x)^{2}}}={\frac {1}{(1-x)^{2}}}},
{\displaystyle n=2:\sum _{k=0}^{\infty }(k+1)^{2}x^{k}=1+4x+9x^{2}+16x^{3}+\ldots ={\frac {A_{2}(x)}{(1-x)^{3}}}={\frac {1+x}{(1-x)^{3}}}}
usw.